# Federação Amapaense de Futebol
De Federação Amapaense de Futebol (Nederlands: Voetbalfederatie van Amapá) werd opgericht op 26 juni 1945 en controleert alle officiële voetbalcompetities in de staat Amapá. De federatie vertegenwoordigt de voetbalclubs bij de overkoepelende CBF en organiseert de Campeonato Amapaense. Tot 1990 werden enkel amateurkampioenschappen gehouden, vanaf 1991 werd ook hier het profvoetbal ingevoerd.
Acre · Alagoas · Amapá · Amazonas · Bahia · Ceará · Espírito Santo · Federaal District · Goiás · Maranhão · Mato Grosso · Mato Grosso do Sul · Minas Gerais · Pará · Paraíba · Paraná · Pernambuco · Piauí · Rio de Janeiro · Rio Grande do Norte · Rio Grande do Sul · Rondônia · Roraima · Santa Catarina · São Paulo · Sergipe · Tocantins